# 다문화 TV
다문화 TV는 국내에 거주하고 있는 다문화 가정과 관련된 채널로 2015년 9월 3일 개국하였다.

## 프로그램
- 다문화 고부 열전
- 글로벌 아빠 찾아 삼만리
- 극한 직업
- 성난 물고기
- 오래된 만남 추구
- 시골로 간 외국인 봉사단
- Let's Go Anh Lee
- 온누리 학당
- 어서와~ 한국은 처음이지?